# Умиление (новгородская икона)
Богоматерь Умиление — русская икона новгородского происхождения, которая датируется последней третью XII века — началом XIII века. Находится в Успенском соборе Московского Кремля.

## Иконография
Икона имеет новгородское происхождение. Мастер копировал византийский прототип, соединив в иконе элементы иконографических типов — Одигитрии и Умиления. Младенец Иисус, хотя и прижимается щекой к голове Богородицы, изображён в позе типичной для извода Одигитрии. В правой руке он держит свиток, а левая изображена с подобием благословляющего жеста (пальцы её разжаты, как в иконографии Умиления, где левая рука Богомладенца изображается направленной к щеке Богоматери). По мнению академика Виктора Лазарева, «такого рода контаминация различных иконографических типов лишний раз говорит о работе местного мастера, не привыкшего, в отличие от византийцев, точно копировать прототипы».
Лики и одежды на иконе сохранились, имеются утраты на нимбе и грунта на полях.

## История
Историю иконы можно проследить по описям Успенского собора только с XVIII века. До этого времени она теряется в многочисленных иконах Умиления и поясных иконах Богородицы. Без указания иконографческого типа в описи 1701 года упоминается в киоте у северного столпа с северной стороны «образ пресвятыя Богородицы поясной» в серебряном окладе. Опись 1771—1773 годов повторяет эту запись, добавляя к ней перечисление драгоценных камней в венцах Богородицы и Иисуса. О том, что данная икона является образом Богородицы Умиление XII века, свидетельствует её схематичное изображение, опубликованное в 1911 году Н. П. Лихачёвым с гравюры XVIII века. Опись 1815—1818 годов указывает, что икона находилась на том же месте — у северо-восточного столпа с северной стороны, но имеет уже другой более простой оклад (вероятно древний драгоценный был похищен наполеоновскими войсками в 1812 году).
В описях 1841—1843 и 1853—1854 годов икона называется уже «Афонской», а приписка середины XIX века к первой из указанных описей сообщает о перемещении иконы в иконостас у южной стены собора. Название «Афонская» связывается с новоявленной святыней — Акафистной Хиландарской иконой Божией Матери. При поновлении иконы и изготовлении для неё нового серебряного оклада в 1875 году на поле оклада была прочеканена надпись — «Акафистная Прес[вя]тыя Б[огороди]цы находящейся [в] хиле[ндар]ском монастыре Саввы Сербского». При этом иконография московской иконы отличается от афонской.
От массивного серебряного оклада 1875 года икона была раскрыта в 1961 году. Тогда же была снята потемневшая олифа под которой вначале была обнаружена живопись конца XVII — начала XVIII веков (возможно, эта запись принадлежит царскому изографу Кириллу Уланову, который в этот период занимался поновлением ряда древних икон Успенского собора). При дальнейшем раскрытии иконы была обнаружена живопись XII—XIII веков.